# Dotawo
Fin du XIVe siècle – début du XVIIe siècle
Dotawo est un royaume chrétien de Basse-Nubie (au nord du Soudan et au sud de l'Égypte) au Moyen Âge. Les premières traces de ce royaume se trouve dans des documents en ancien nubien, datant du XIIe siècle au XVe siècle. C'est l'un des derniers États chrétiens attestés à survivre dans la région.

## Étymologie
Deux propositions expliquent l'étymologie du nom de Dotawo. La première hypothèse voit le nom comme un vieux terme nubien signifiant « Lower Daw » ou la région « au-dessous de Daw », pointant vers le suffixe vieux nubien - tauo (« sous ») et le toponyme « Daw », largement connu dans les histoires arabes de la Nubie chrétienne. La seconde proposition voit le nom comme un calque pour l'ancien terme égyptien « Haute et Basse-Égypte », et propose ainsi une combinaison des suffixes vieux nubiens - do (« sur ») et - tauo (« sous »).

## Histoire
La compréhension de l'histoire de Dotawo a évolué au cours de ces dernières générations. Il est admis que Dotawo peut être l'un des nombreux petits États successeurs apparus lors de l'effondrement prolongé du gouvernement central du royaume chrétien de Makurie. Une brève mention dans les travaux de l'historien égyptien médiéval Ahmad al-Maqrîzî indique que des combats prolongés pour le contrôle de la capitale, Dongola, ont dévasté cette ville et contraint la cour nubienne à s'installer à Daw, ce que certains érudits modernes pensaient être Gebel Adda, en 1364/65. Selon la première étymologie du terme « Dotawo » discutée ci-dessus, il peut alors s'agir de l'État nubien tel qu'il a survécu depuis sa nouvelle capitale à Daw. Même dans des périodes antérieures, avant l'effondrement de Dongola, les écrivains arabes rapportent que la Nubie est structurée avec treize petits rois sous un seul « Grand Roi », et Dotawo peut être l'un de ces royaumes vassaux.
La grande collection de documents en ancien nubien découverte à Qasr Ibrim au cours des années 1960 pose de nombreux problèmes aux différentes hypothèses émises. Les textes de Qasr Ibrim montrent que l'éparche de Nobatie (nord de la Nubie) est subordonnée au roi de Dotawo lors de l'apogée de la Makuria au XIIe siècle. L'une des explications est que Dotawo est simplement un autre nom pour la Makurie. La représentation de plusieurs rois nubiens entre en conflit avec la description de la région donnée par le voyageur arabe Ibn Selim el-Aswani. Dans aucun document connu, les noms de Dotawo et de Makurie ne sont présents, et à plusieurs endroits, les noms répertoriés du roi de Dotawo correspondent à ceux de Makurie. La première génération d'érudits à étudier les découvertes faites par Qasr Ibrim et a trouvé trop de conflits apparents entre les noms des rois de Makurie et ceux des rois de Dotawo pour se contenter de cette hypothèse. Une étude plus récente et une réédition de ces textes ont résolu la plupart de ces conflits, et il semble désormais probable que « Dotawo » soit le nom indigène de l'État central de Nubie depuis au moins sa première confirmation dans les années 1180 jusqu'à sa dernière confirmation dans les années 1490.
En 2022, cette hypothèse est acceptée par un certain nombre de chercheurs. En 2021, il est suggéré que si le nom « Dotawo » apparaît si tard dans l'histoire de la Nubie chrétienne est qu'il fait spécifiquement référence au royaume unifié de Makurie et d'Alodie après une union personnelle entre les familles royales au XIe siècle.
La fin de Dotawo est traditionnellement placée vers l'an 1500, date à laquelle on pense que le territoire est conquis par le Sultanat de Sennar, fondé en 1504. Cependant, en 2023, Adam Simmons a souligné des preuves négligées dans Terceira Década da Ásia par l'historien portugais João de Barros de l'existence dans les années 1520 d'une reine chrétienne nubienne que de Barros appele Gaua, et a suggéré que Dotawo a sûrement continué à être un régime politique indépendant entre les Ottomans au nord et Funj au sud jusqu'au XVIIe siècle,.